# PlayStation Network
A PlayStation Network (rövidebb nevén PSN), a Sony Corporation által a PlayStation 5, a PlayStation 4, PlayStation 3, a PlayStation Portable és a PlayStation Vita konzolokhoz létrehozott online rendszer, mely biztosítja az összeköttetést a játékosok között, illetve a Sony által nyújtott tartalmakhoz. Világszerte közel 77 millió regisztrált felhasználója van, ebből a magyarországi játékosok száma közel 30 000 fő. A hálózat 150 szerveren fut, és megközelítőleg 50 szoftver vezérli.
A rendszerbe regisztrált felhasználói fiókokat 2012. február 8-án átnevezték, attól fogva Sony Entertainment Network (SEN) felhasználói fióknak hívják ezeket. A változás semmilyen következménnyel nem jár, a PlayStation Portable használóit pedig az átnevezés nem is érinti. (Nem tévesztendő  össze tehát a teljes szolgáltatás megnevezésével, amire nem vonatkozik a változtatás.)

## Történet
A Playstation Network megjelenését a Sony 2006-ban jelentette be a Tokyo Game Show keretein belül, miután már véglegesen is lehetett tudni a konzol megjelenési dátumát. Az eseményen többek között bemutatták, hogyan működik a rendszer, milyen letölthető tartalmak lesznek, és mennyibe fognak ezek kerülni. Nem sokkal később a fizetős tartalmakhoz létrehozták a PSN Network kártyákat, amelyeket több címletben hoztak forgalomba, illetve lehetővé tették az online bankkártyás fizetést is. A bejelentéssel együtt a Sony ígéretet tett arra is, hogy a szolgáltatás minden felhasználó számára ingyenes és mindenkor elérhető lesz. Ez meg is valósult 2011 áprilisáig.

## PSN tartalom
A PlayStation Network azon túl, hogy a többjátékos mód használatát biztosítja ingyenesen, további lehetőségeket is nyújt a felhasználók számára. Mód van egy saját profil létrehozására, amin keresztül fel lehet venni a kapcsolatot más játékosokkal. A profil az interneten és a konzolokon keresztül is létrehozható. Számuk nincs korlátozva, ellenben a profilon belül felvehető barátok száma már igen. Kezdetben ez 50 volt, de a növekvő játékosszámnak köszönhetően megduplázódott, így ma már összesen 100 ismerős meghívásos alapon történő hozzáadására van lehetőség. A barátok chat-en vagy üzeneteken keresztül kommunikálhatnak, valamint meghívást is küldhetnek egymásnak valamely játékhoz történő csatlakozásra (ennek feltétele, hogy a meghívott személy is rendelkezzen az adott játékkal), de a játékokban elért eredményeik is összehasonlíthatók. A rendszer mindig jelzi az aktuális be- és kijelentkezéseket.
A játékokban a trófeák (Trophies) szolgálnak a teljesítmény mérésére. Ezeket a profil a megszerzés dátumával és időpontjával együtt elmenti, és később akár egyenként is össze lehet hasonlítani őket más felhasználókéival. Jelenleg négy trófeatípus létezik, amik megszerzése nehézségi szinttől függően változik: bronz, ezüst, arany, illetve platina, ami úgy szerezhető meg, hogy a felhasználó a játékban található összes trófeatípust megszerzi.
A PlayStation Store és PlayStation Plus szolgáltatás 2012. március 2-től Magyarországon is elérhető lesz. A bankkártyás fizetés mellett feltöltőkártyák vásárlására is lesz lehetőség, amelyek az indulási nappal egy időben kerülnek kereskedelmi forgalomba.

### PlayStation Store
A PlayStation Store a PSN hivatalos online webáruháza, ami kifejezetten a konzolok értékesítésére lett létrehozva. Rengeteg fizetős és ingyenes extra tartalommal rendelkezik, amelyeket automatikusan letölt és telepít a rendszer. A fizetős tartalmak leginkább a játékok, amik a PlayStation programoktól kezdve egészen a legújabbPlayStation 4-es játékokig terjednek. Rengeteg kiegészítőt is csak innen lehet beszerezni, mint például bónusz pályákat vagy küldetéseket, valamint egyéb, később kiadott extrákat, de teljes, boltban kapható játékok letöltésére is van mód. Mindezeket összefoglaló néven DLC-nek, azaz letölthető tartalmaknak (Downloadable Content) hívják.
A legfrissebb játékok kipróbálható változataihoz is itt lehet hozzájutni. Ezek általában egy-két pályát tartalmaznak, és ma már a legtöbb játék esetében elérhetőek. A vásárlást vagy letöltést megkönnyítendő, a tartalmak túlnyomó részébe egy bemutató videón vagy egy képgalérián keresztül is betekintést nyerhetnek a felhasználók. A konzolhoz is sok extra tartalom érhető el, mint például avatarok, hátterek és dinamikus témák.
A fizetés háromféle módon történhet: egy előre megvásárolt (pre-paid) kártya segítségével, online bankkártyás fizetéssel vagy PayPal-lal. Minden felhasználónak van egy virtuális „pénztárcája”, amiben az aktuális egyenlege található, és amit tetszés szerint fel is tölthet. A pre-paid kártya úgy működik, hogy a rajta lévő kódot be kell írni a “redeem code” mezőbe és ezután az összeg automatikusan bekerül a pénztárcába (wallet). A tartalmakat akár egyenként is meg lehet vásárolni. Ilyenkor az összeg automatikusan levonódik a bankkártyáról, aminek az adatait előre eltárolja a rendszer, így nem kell minden egyes alkalommal begépelni azokat.

### PlayStation Plus
A PlayStation Plus szolgáltatást a 2010-es E3 (Electronic Entertainment Expo) rendezvényen jelentette be Jack Tretton, az SCEA elnöke. 2010. június 29-én indult el, és mint azt neve is jelzi, extra szolgáltatásokat és kedvezményeket nyújt előfizetői számára. Jelenleg három időtartamra lehet előfizetni: egy hónapra, három hónapra és egy évre. A regisztrációkor vagy később lehetséges egy 14 napos próbaidőszak kipróbálására is, illetve bizonyos esetekben van lehetőség még egy 2 napos időszak aktiválására. Alapvetően elmondható, hogy minél hosszabb időszakra vásárolunk előfizetést, annál kedvezményesebb az ár. Sokszor a PS Store is kedvezménnyel adja az előfizetést, illetve ajándékot (pl. meghatározott játék, további hónapok) ad hozzá. A játékok vásárlásakor további engedményben részesülhetnek az előfizetők: a PlayStation Plus logóval ellátott tartalmakhoz általában 50%-os kedvezmény is kapható, de sokszor ingyenesen is elérhetőek a számukra. A szolgáltatást 2011. március 19-én kibővítették egy online tárhellyel, amit a játékok mentésére lehet használni. Összesen 150 MB áll rendelkezésre előfizetésenként és a mentések száma maximum 1000 lehet. Lehetőség van a törölt mentések visszahozására is, de csak akkor, ha 24 órán belül történt az adott törlés. A Sony a mentéseknek jelenleg 10 GB méretű felhőalapú tárhelyet biztosít a felhasználók részére.

### Instant Game Collection
A PlayStation Plus-tagság megváltása hozzáférést biztosít bizonyos kiválasztott játékokhoz, külön költségek nélkül. Minden hónapban újabb játékok válnak elérhetővé, míg a régebbi címek kikerülnek a gyűjteményből. Az Instant Game Collectiont 2010. június 4-én jelentette be a SCEA vezérigazgatója, Jack Tretton. Kezdetben a PlayStation Plus-tagok a tagságuk megváltásával egyből 12 játékhoz jutottak, míg az új játékok egymást váltották a gyűjteményben. A tagok mindaddig a gyűjteményükben tudhatják a játékokat, amíg a PlayStation Plus tagjai. Ha a tagságuk lejár, akkor a játékok játszhatatlanná válnak, viszont, ha a tagságukat megújítják, akkor a játékok újra játszhatóvá vállnak.
2012. november 16-án a Sony bejelentette, hogy az új 2.00 firmware-frissítéssel a Plus szolgáltatás a PlayStation Vitán is elérhető lesz, így 2012. november 20-tól ez a rendszer is megkapja az ingyenes játékokat és a leárazásokat. Az első hat PS Vita Instant Game Collection-játék az Uncharted: Golden Abyssból, a Gravity Rushból, a Wipeout 2048-ből, a Tales from Space Mutant Blobsból, a Final Fantasy Tacticsból és a Jet Set Radióból állt.
Kris Graft a Gamasutrától számos a PlayStation Plus Instant Game Collection szolgáltatásában részt vevő fejlesztőt is meginterjúvolt, hogy milyen hatással volt a szolgáltatás a bevételeikre és az elismertségükre. Minden egyes szerződés feltételei egyedi elbírás alapján történik, így egyes kiadók vagy fejlesztők részesedést kérnek a profitból, míg mások kizárólag a hírverésből profitálnak. Christofer Sundberg (Just Cause 2) szerint „PR és üzleti hírnév szempontjából mindenképpen megéri”, míg Tyler Glaiel (Closure) az így szerzett bevételt „szép lökés”-nek nevezte. A Retro City Rampage 125 000 új játékost szerzett a promóció keretében, a tervezője, Brian Provinciano megjegyezte, hogy „egy kritikus túlságosan nehéznek vélte a játékot és félúton abbahagyta, alacsony pontszámot adott rá. Azonban a PS Plus további 100 000 személyt hozott be, akik elmondhatják a barátaiknak ennek ellenkezőjét. Egy barát szava mindig többet jelent, mint egy kritikusé.” Összességében a meginterjúvolt fejlesztők úgy vélték, hogy az Instant Game Collection pozitív hatással van a márka ismertségre és a kulturális presztízsre miközben e mellé még szerény profitot is termel.

### PlayStation Home
A PlayStation Home egy virtuális 3D-s szolgáltatás a PSN felhasználók részére. A Home szekcióban a felhasználó egy virtuális képmást alkothat meg (avatar), amit kedve szerint fejleszthet és alakíthatja külsejét, illetve egy hozzá tartozó lakást is kap. Az avatar segítségével a virtuális világban barangolhat, ahol más játékosokkal is interakcióba léphet vagy a világon belül található játékokban mérhetik össze tudásukat. (Jelenleg 256 ilyen típusú játék létezik.) Vannak versenyek, ahol értékes PS3 játékokat nyerhetnek, vagy a lakáshoz, illetve az avatarhoz kaphatnak kiegészítőket. A PS Home leginkább a Second Life típusú játékokra hasonlít. Közel 17 millió felhasználója van, 70 000 virtuális tárgya és több mint 600 állandó eseménye.
Jelenleg Magyarországon ez a szolgáltatás nem elérhető.

## A jövő
2009 márciusában a Sony bejelentette, hogy a PSN-ből egy “nyílt operációs rendszert” szeretne létrehozni, ami nem csak a PS konzolok által lenne elérhető, azonban azóta sem jelent meg semmilyen hivatalos közlemény ezzel kapcsolatban. Howard Stringer, a Sony vezérigazgatója elmondta, hogy rengeteg kiaknázatlan lehetőség van még a Playstation Networkben, ezért a rendszert megérné nem csak PS3-ra fejleszteni.

## Támadás a hálózat ellen
2011. április 17-én súlyos támadás érte a Playstation Networköt üzemeltető szervereket. A világszerte nagy port kavart és a történelem egyik legnagyobb hackertámadása során 77 millió felhasználó adatait lopták el közel 3 nap alatt, ezzel megelőzve az amerikai TJX vállalat ellen elkövetett 2007-es támadást, ami 45 millió felhasználót érintett. Hatására a Sony kénytelen volt 2011. április 20-án leállítani a szolgáltatást, amivel nem kis elégedetlenséget váltott ki a felhasználók körében. Közel egy hónapig nem lehetett használni az online funkciókat. A támadás a felhasználók nevére, születési dátumára és bankkártya-adataira összpontosult. 

A vizsgálat közben támadás érte a Sony Online Entertainment szervereit is, aminek hatására a szakemberek számos hibára bukkantak az online védelmi rendszerben. Az egyik SOE szerveren találtak egy fájlt, ami “Anonymus” cím alatt a következő idézetet tartalmazta: “We are Anonymous. We are Legion. We do not forgive. We do not forget. You should have expected us." (“Mi vagyunk az Anonymus. Mi vagyunk a Légió. Nem bocsátunk meg. Nem felejtünk. Számítanotok kellett volna ránk.”). Mivel valóban létezik egy “Anonymous” nevű csoport, a Sony joggal feltételezte, hogy ők voltak az elkövetők, ugyanis hetekkel korábban egy jól megszervezett támadásban behatoltak több, a Sony tulajdonában lévő cég rendszerébe, hogy egy közismert hacker jogait sértő eljárás ellen tiltakozzanak. A csoport hivatalos válaszlevélben reagált a vádakra: leírták, hogy bár valóban az ő szlogenjük az, amit találtak, mégsem ők az elkövetők, és amúgy sosem álltak bankkártyaadatok ellopása mögött.
A Sony a támadás részleteit nem hozta nyilvánosságra, de elismerte, hogy nem tudják pontosan, hogyan is hatoltak be a rendszerbe. Végül 2011. május 14-én a cég sikeresen visszaállította a szolgáltatást és megerősítette a védelmi rendszerét. A támadás során világszerte 12,3 millió bankkártyaadatot tulajdonítottak el, ebből 5,6 millió az USA-ból való volt. A helyreállítás 171 millió dollárjába került a Sony-nak.

## Elterjedtség
A Playstation Network hivatalosan 73 országban érhető el. A szolgáltatásokat a nem támogatott régiókban is el lehet érni, ha a felhasználó olyan tartózkodási helyet ad meg, melyen támogatott a hálózat.
| - Argentína - Ausztrália - Ausztria - Bahrein - Belgium - Brazília - Bulgária - Chile - Ciprus - Costa Rica | - Csehország - Dánia - Dél-afrikai Köztársaság - Dél-Korea - Ecuador - Salvador - Egyesült Arab Emírségek - Egyesült Államok - Egyesült Királyság - Finnország | - Franciaország - Görögország - Guatemala - Hollandia - Honduras - Hongkong - Horvátország - India - Indonézia - Írország | - Izland - Izrael - Japán - Kanada - Katar - Kína - Kolumbia - Kuvait - Lengyelország - Libanon | - Luxemburg - Magyarország - Malajzia - Málta - Mexikó - Németország - Nicaragua - Norvégia - Olaszország - Omán | - Pakisztán - Panama - Paraguay - Peru - Portugália - Románia - Spanyolország - Svájc - Svédország - Szaúd-Arábia | - Szerbia - Szingapúr - Szlovákia - Tajvan - Thaiföld - Törökország - Új-Zéland - Ukrajna - Venezuela |

Régió elérhető a PlayStation webhelyen, de nem támogatott régió a PlayStation Networkön:
- Fülöp-szigetek
- Vietnám